# Hypolimnas bradleyi
Hypolimnas bradleyi är en fjärilsart som beskrevs av Francis Gard Howarth 1962. Hypolimnas bradleyi ingår i släktet Hypolimnas och familjen praktfjärilar. Inga underarter finns listade i Catalogue of Life.